# Sergei Hohlov-Simson
Sergei Hohlov-Simson (ur. 22 kwietnia 1972 w Parnawie) – estoński piłkarz grający na pozycji środkowego obrońcy. W swojej karierze rozegrał 59 meczów w reprezentacji Estonii i strzelił w nich 2 gole.

## Kariera klubowa
Karierę piłkarską Hohlov-Simson rozpoczął w klubie Flora Tallinn. W sezonie 1992/1993 zadebiutował w jego barwach w pierwszej lidze estońskiej. W sezonie 1993/1994 wywalczył z Flotą mistrzostwo kraju, a w sezonie 1994/1995 – dublet (mistrzostwo i Puchar Estonii).
W sezonie 1995/1996 Hohlov-Simson grał w Pärnu Tervis, a w sezonie 1996/1997 – w Lelle SK. W latach 1997–1999 ponownie był zawodnikiem Flory Tallinn. W sezonie 1997/1998 wywalczył z nią mistrzostwo i puchar Estonii, a w sezonie 1998 – mistrzostwo i superpuchar. W sezonie 2000 występował w Viljandi Tulevik i FC Kuressaare.
W drugiej połowie 2000 roku Hohlov-Simson wyjechał do Izraela, gdzie grał w drugiej lidze w Hapoelu Kefar Sawa oraz w Hapoelu At-Tajjiba. Z kolei w 2001 roku grał w norweskim HamKam.
W 2002 roku Hohlov-Simson wrócił do Estonii i został zawodnikiem Levadii Maardu. Wraz z Levadią wywalczył mistrzostwo Estonii w 2004 roku oraz dwa puchary kraju w latach 2004 i 2005. W 2005 roku zakończył karierę.
| Sezon   | Klub              | Kraj     | Rozgrywki    | Mecze | Bramki |
| ------- | ----------------- | -------- | ------------ | ----- | ------ |
| 1992/93 | Flora Tallinn     | Estonia  | Meistriliiga | ?     | ?      |
| 1993/94 | Flora Tallinn     | Estonia  | Meistriliiga | ?     | ?      |
| 1994/95 | Flora Tallinn     | Estonia  | Meistriliiga | ?     | ?      |
| 1995/96 | Pärnu Tervis      | Estonia  | Meistriliiga | ?     | ?      |
| 1996/97 | Lelle SK          | Estonia  | Meistriliiga | ?     | ?      |
| 1997/98 | Flora Tallinn     | Estonia  | Meistriliiga | 14    | 1      |
| 1998    | Flora Tallinn     | Estonia  | Meistriliiga | 11    | 1      |
| 1999    | Flora Tallinn     | Estonia  | Meistriliiga | 24    | 4      |
| 2000    | Viljandi Tulevik  | Estonia  | Meistriliiga | 7     | 0      |
| 2000    | FC Kuressaare     | Estonia  | Meistriliiga | 1     | 0      |
| 2000/01 | Hapoel Kefar Sawa | Izrael   | Liga Leumit  | 5     | 1      |
| 2000/01 | Hapoel At-Tajjiba | Izrael   | Liga Leumit  | 20    | 0      |
| 2001    | HamKam            | Norwegia | 1. divisjon  | 2     | 0      |
| 2002    | Levadia Maardu    | Estonia  | Meistriliiga | 24    | 0      |
| 2003    | Levadia Maardu    | Estonia  | Meistriliiga | 15    | 0      |
| 2004    | Levadia Tallinn   | Estonia  | Meistriliiga | 26    | 1      |
| 2005    | Levadia Tallinn   | Estonia  | Meistriliiga | 25    | 0      |

## Kariera reprezentacyjna
W reprezentacji Estonii Hohlov-Simson zadebiutował 10 lipca 1992 roku w przegranym 1:2 meczu Pucharu Bałtyckiego 1992 z Łotwą, rozegranym w Lipawie. W swojej karierze grał w: eliminacjach do MŚ 1998 i Euro 2000. Od 1992 do 2004 roku rozegrał w kadrze narodowej 58 meczów, w których strzelił 2 gole.